# 몬들리
몬들리(Mondly)는 41개 언어에 대한 무료 및 유료 강좌를 제공하는 웹사이트와 앱으로 구성된 프리미엄(freemium) 언어 학습 플랫폼을 개발하는 교육 기술 회사이다.
스마트폰에서 사용 가능하다.

## 언어 과정

### 목록
Mondly에서 배울 수 있는 언어는 41개이다.
- 스페인어
- 미국 영어
- 영국 영어
- 프랑스어
- 독일어
- 포르투갈어
- 이탈리아어
- 러시아어
- 노르웨이어
- 덴마크어
- 네덜란드어
- 스웨덴어
- 아랍어
- 한국어
- 일본어
- 중국어
- 그리스어
- 루마니아어
- 베트남어
- 인도네시아어
- 힌디어
- 히브리어
- 폴란드어
- 불가리아어
- 우크라이나어
- 헝가리어
- 체코어
- 크로아티아어
- 핀란드어
- 페르시아어 (파르시)
- 태국어
- 아프리칸스어
- 터키어
- 벵골어
- 라틴어
- 카탈로니아어
- 라트비아어
- 리투아니아어
- 슬로바키아어
- 타갈로그어
- 우르두어

## 같이 보기
- 언어 자율 학습 프로그램 목록
- 듀오링고
- 로제타 스톤
- 바벨 (언어 학습)